# Зашугомье
Зашугомье — село в Солигаличском муниципальном округе Костромской области. Входит в состав Солигаличского сельского поселения

## География
Находится в северо-западной части Костромской области на расстоянии приблизительно 16 км на северо-восток по прямой от города Солигалич, административного центра района.

## История
Упоминается с 1613 года как погост с Троицкой и Николаевской церквями и 5 дворами. В 1713 году была освящена Покровская церковь, в 1800 году построена была каменная Троицкая церковь. В 1770 году село (тогда Троицкое-Зашугомье) принадлежало князю П. И. Мещерскому, от которого по наследству перешли к фельдмаршалу, графу П. А. Румянцеву. Была нанесена на карту 1840 года. В 1872 году здесь было отмечено 37 дворов, в 1907 году—45. До 2018 года входило в состав Куземинского сельского поселения.

## Достопримечательности
Троицкая церковь (в руинированном состоянии).

## Население
Постоянное население составляло 216 человек (1872 год), 300 (1897), 292 (1907), 124 в 2002 году (русские 98 %), 50 в 2022.